# Paninggaran (Darma)
Paninggaran is een bestuurslaag in het regentschap Kuningan van de provincie West-Java, Indonesië. Paninggaran telt 1627 inwoners (volkstelling 2010).